# Базиліка Сан-Лоренцо (Флоренція)

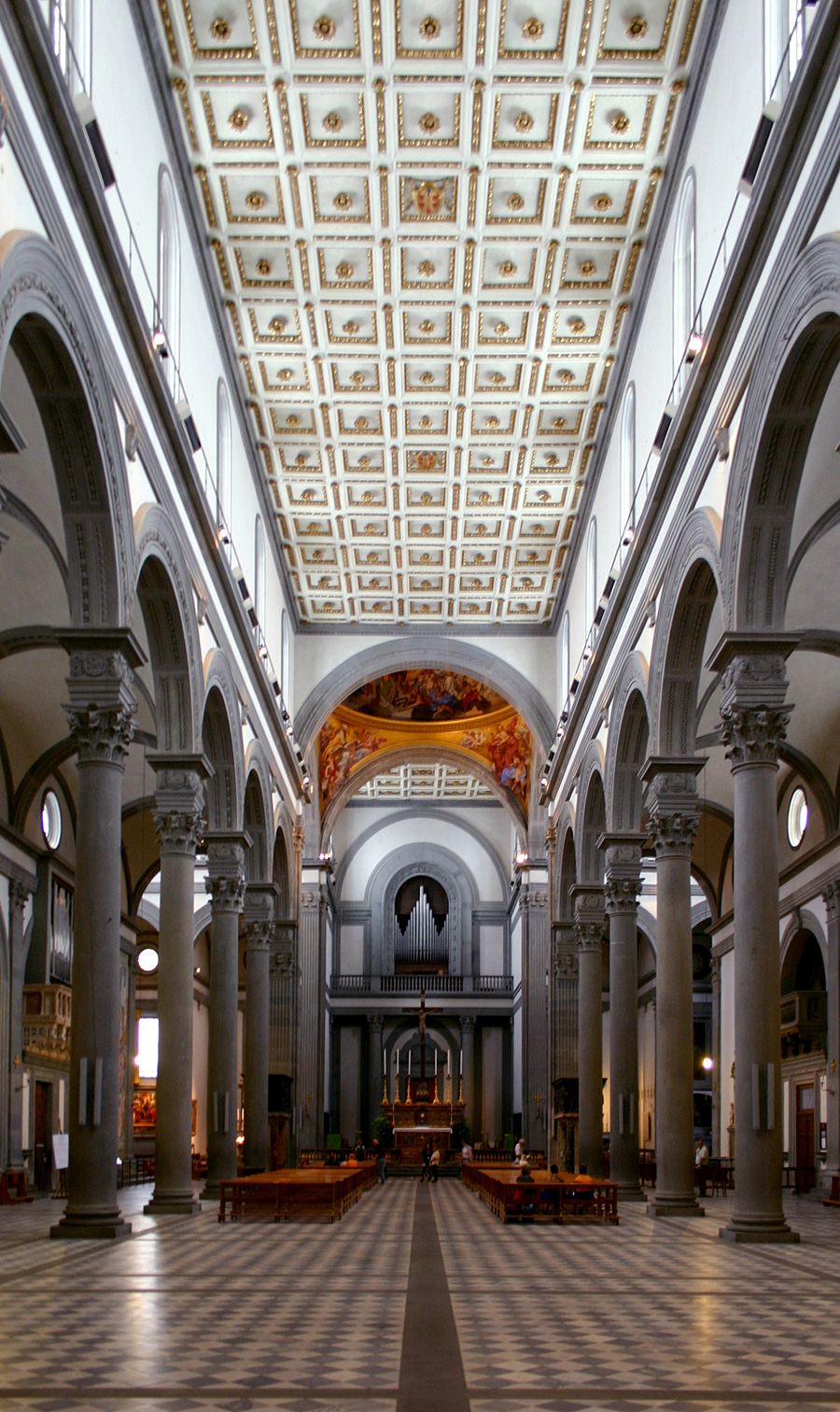
Інтер'єр церкви

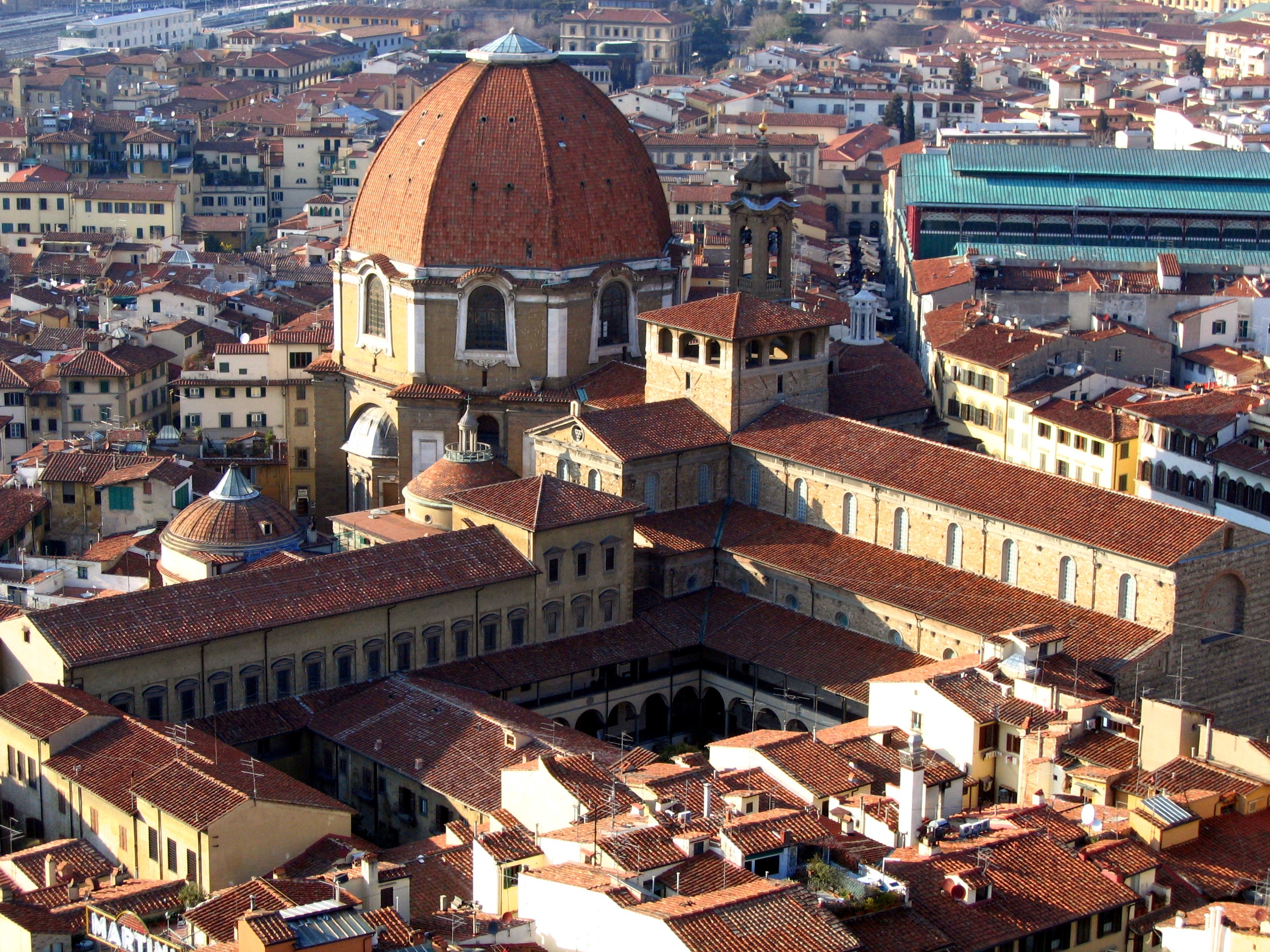
Загальний краєвид на базиліку і бібліотеку

Бази́ліка Свято́го Лавре́нтия (італ. Basilica di San Lorenzo) — одна з найбільших і найстаріших церков Флоренції, Італія, розташована в центральній частині міста. Перша церква з'явилась тут наприкінці IV століття, потім вона була перебудована в романському стилі в XI столітті, а сучасна будівля церкви у стилі Відродження постала в XV столітті завдяки відомому архітекторові Філіппо Брунеллескі.
Усередині храм прикрашають численні твори мистецтва: дві кафедри роботи Донателло, оздоблення старої ризниці, також роботи Донателло, саркофаг П'єро і Джованні Медічі роботи Андреа дель Верроккйо, надгробок Медичі роботи Мікеланджело. Тут спочивають найвідоміші члени родини Медічі від Козімо Старого до Козімо III.

## Історія
Церкву Сан-Лоренцо заснував святий Амвросій 393 року, XI столітті була реконструйована в романському стилі. У XV столітті базиліку знову перебудували. Тоді будівництво церков перестали опікуватись єпископи і чернечі ордени поступившись у цій справі міським громадам. Зокрема, на замовлення Козімо Медічі Філіппо Брунеллескі практично одночасно створює проєкти церкви Сан-Лоренцо із Сакристією. За життя автора споруджена Стара Сакристія і споруда храму без бані. Завершив будівництво церкви А. Манетті Чакері дещо змінивши задумку Брунеллескі.
Згодом за проєктом Мікеланджело з дугого боку трансепта була прибудована Нова Сакристія з гробницею Лоренцо і Джуліано Медічі й зведена бібліотека Лауренціана. Папа римський Лев X доручив Мікеланджело також оздоблення церкви, але робота так і не була виконана. У XVII столітті до церкви прибудована капела принців з великою банею.

## Архітектура
Церква являє собою традиційну тринавову базиліку з трансептом, хорами і банею без барабана над середохрестям. Західний фасад строгий, без вікон, з трьома вхідними порталами. З огляду на нові вимоги до будівництва церков зазвичай призначений для духовної і феодальної аристократії трансепт оточений родинними молельнями містян. Уздовж нав створюються капели споруджуються капели флоренційських буржуа. Основні частини церкви дістали додаткову функцію утворивши систему сполучених, але виразно диференційованих зальних приміщень із каплицями по периметру церкви.

## Стара Сакристія
Протягом 1421—1428 років Філіппо Брунеллескі зводить бокову каплицю базиліки, що дістала назву Стара Сакристія. Найдавніша частина нинішньої споруди храму є першим зразком центричної композиції в архітектурі Ренесансу і являє собою кубічну споруду перекриту сферичною банею. Споруда започатковує тип ренесансного купольного храму на основі античного ордеру. В каплиці містяться могили кількох членів родини Медічі.

## Фасад церкви

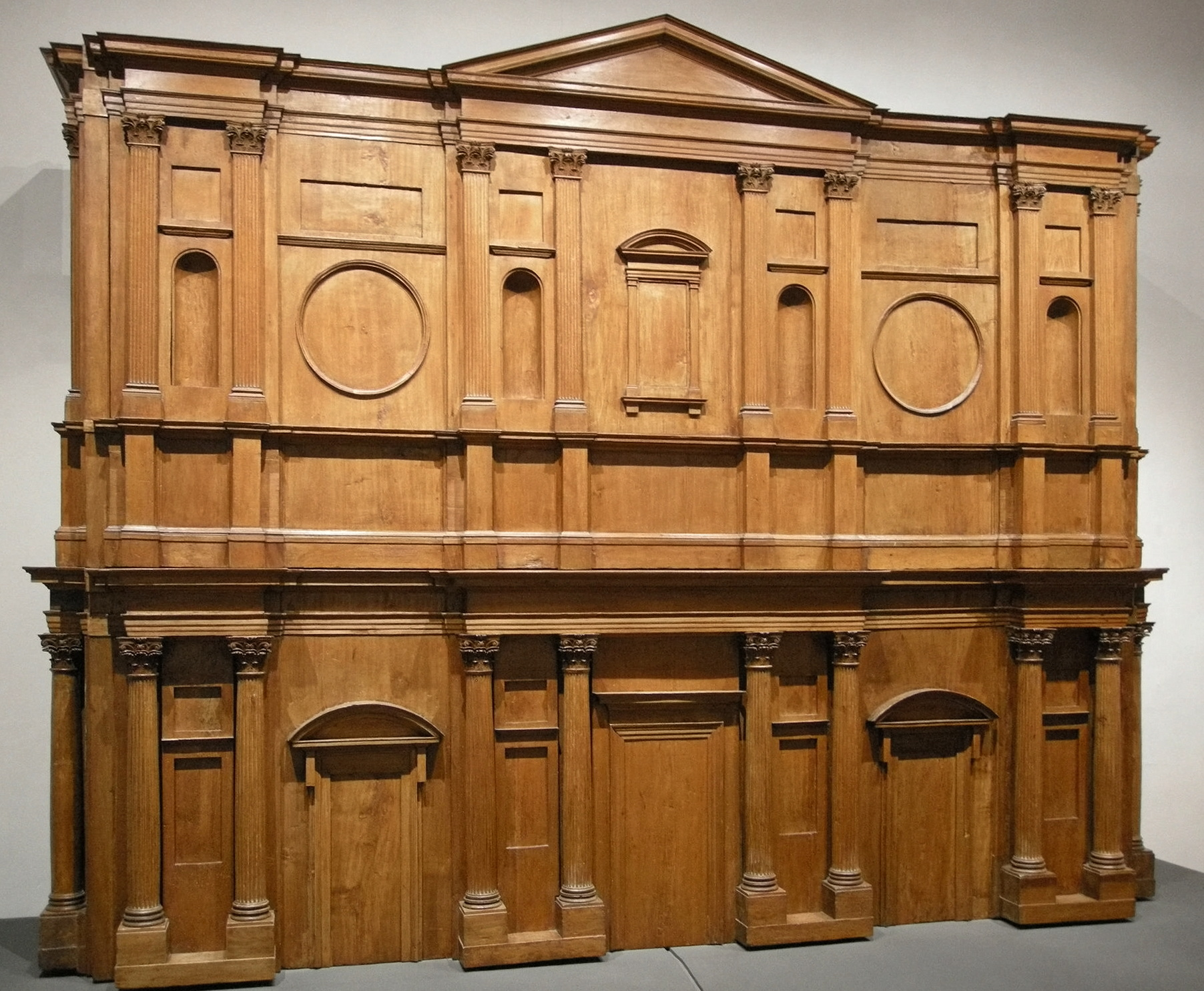
Модель фасаду Мікеланджело

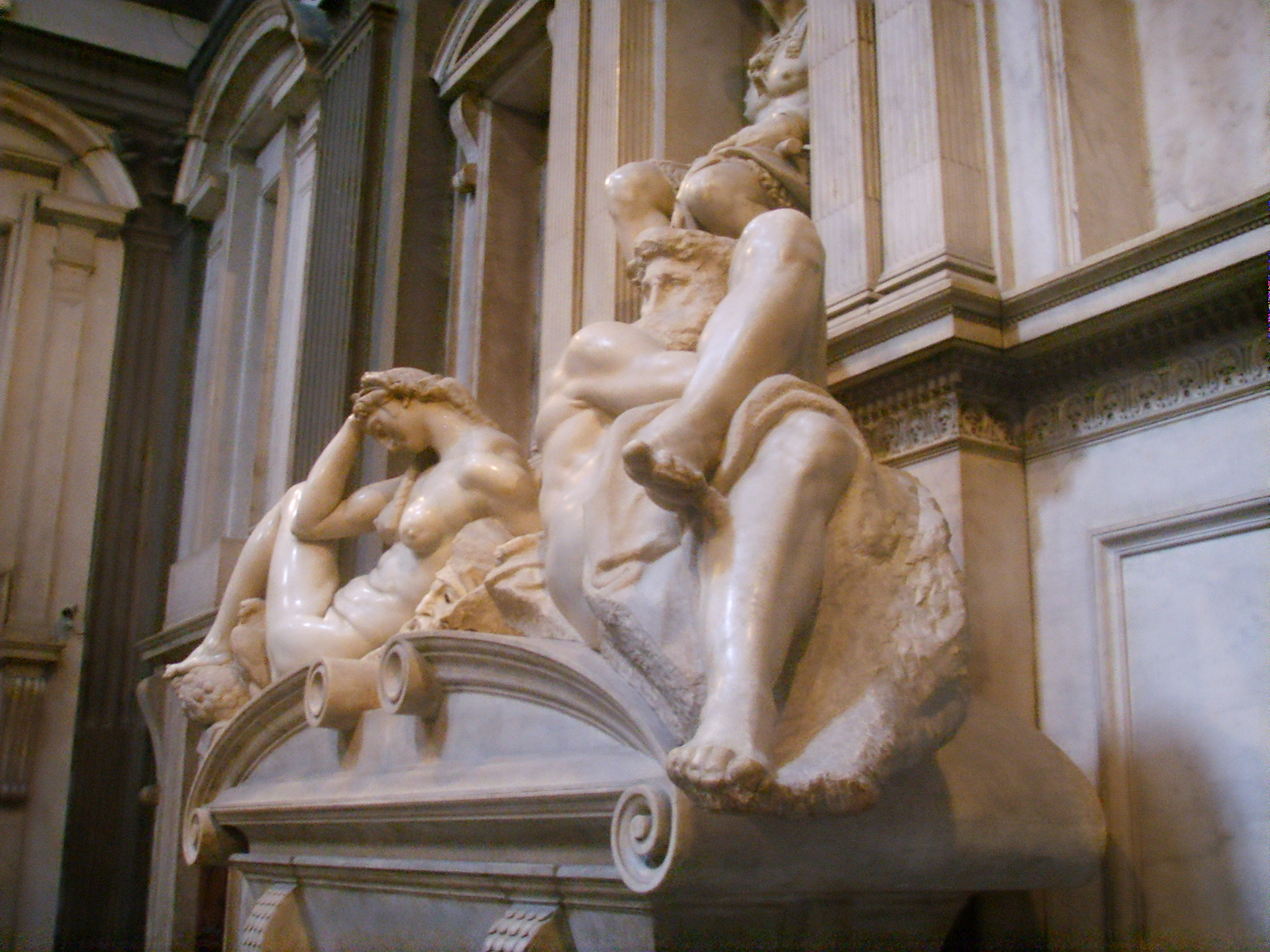
Саркофаг Лоренцо, герцога Урбінського в Новій Сакристії

1516 року папа Лев X щоб уславити свій рід Медічі замовив Мікеланджело створити фасад церкви з білого каррарського мармуру. На початку 1517 року Баччо д'Аньйоло створює за ескізами Мікеланджело дерев'яну модель фасаду, де однак не були дотримані пропорції знайдені в ескізах, мляво виділений центр фасаду і порушена відповідність з планом церкви. Що не задовольнило майстра. Мікеланджело сам взявся виконати модель із глини. Майстер задумав дуже пластичний фасад у синтезі архітектури зі скульптурою. Однак ця задумка не була здійснена.

## Нова Сакристія
У 1520 році Джуліо Медічі (майбутній папа римський Климент VII) замовив Мікеланджело будівництво нової усипальниці (італ. Sagrestia Nova). У каплиці розміщені чотири алегоричні скульптури: «День», «Ніч», «Ранок» і «Вечір». «День» і «Ніч» розташовані на саркофазі Джуліано, герцога Немурського — молодшого сина Лоренцо Медічі, а «Ранок» і «Вечір» розташовані на саркофазі Лоренцо, герцога Урбінського (онука Лоренцо Медічі, батька французької королеви Катерини Медічі). У каплиці поховані також сам Лоренцо Медічі та його загиблий під час змови Пацці брат Джуліано. На саркофазі Джуліано розташовані: Мадонна з немовлям та покровителі родини Медічі — Святі Кузьма і Дем'ян.